# Burgheim
Burgheim település Németországban, azon belül Bajorországban. Lakosainak száma 4656 fő (2023. december 31.).

## Népesség
A település népessége az elmúlt években az alábbi módon változott:
| Lakosok száma | 1136 | 1990 | 3697 | 4056 | 4521 | 4566 | 4654 | 4626 | 4524 | 4656 |
|               | 1875 | 1950 | 1975 | 1987 | 2012 | 2014 | 2016 | 2017 | 2021 | 2023 |